# Chośnica
Chośnica (kaszub. Chòsznica) – wieś kaszubska w Polsce na zachodnim skraju Pojezierza Kaszubskiego położona w województwie pomorskim, w powiecie bytowskim, w gminie Parchowo. Wieś jest siedzibą sołectwa Chośnica, w którego skład wchodzą również miejscowości Bawernica, Folwark i Chałupa. W miejscowości znajduje się również placówka Ochotniczej Straży Pożarnej. Na wschód od Chośnicy znajduje się otoczony lasami rezerwat przyrody Jeziorka Chośnickie.
Wieś szlachecka położona była w II połowie XVI wieku w powiecie mirachowskim województwa pomorskiego. W latach 1975–1998 miejscowość administracyjnie należała do województwa słupskiego.

## Historia
Przed 1920 miejscowość nosiła nazwę niemiecką Chosnitz. Od 1920 Chośnica należy ponownie do Polski (powiat kartuski II Rzeczypospolitej). Zachodnimi krańcami wsi przebiegała do 1 września 1939 granica polsko-niemiecka.